# Hydrometrie
Hydrometrie (von altgriech. ὕδωρ hýdōr ‚Wasser‘, μέτρον métron ‚Maß‘) nennt man die mengenmäßige (quantitative) Erfassung des Wasserkreislaufes. Die Hydrometrie erhebt Daten aus den Oberflächengewässern, dem Grundwasser und dem Niederschlag, wertet sie aus und stellt sie dar. 
Erst die ununterbrochene Beobachtung von Wasserstand und Abfluss (bei Oberflächengewässern) lässt langfristige Änderungen erkennen und die Wahrscheinlichkeit großer Hochwasser ermitteln. Wasserstand und Abfluss werden an Pegeln gemessen. Daraus werden mit Hilfe der Statistik Jährlichkeiten ermittelt, die die Kennwerte des jeweiligen Gewässers bilden.

## Erhobene Parameter
- Fließgewässer: Höhe des Wasserspiegels, Pegel, als Kote in Meter über Meer. Über eine Pegel-Abflussbeziehung wird der dazugehörende Abfluss ermittelt, als Volumen pro Zeit, m3/s
- Grundwasser: Höhe des Wasserspiegels, Pegel als Kote in Meter über Meer
- Niederschlag: Volumen pro Zeit, Volumen in mm, dabei gilt 1 mm = 1 l/m2.

Je nach Bedarf werden noch zusätzliche Parameter erhoben wie Temperatur, elektrische Leitfähigkeit, pH-Wert u. a. m.
Die Daten werden heute meist mit elektronischen/elektromechanischen Sensoren erfasst und in einem Datenlogger gespeichert und weiterverarbeitet.
Durch den Einsatz zeitgemäßer Kommunikationsmittel können die Messwerte rasch übermittelt und einer breiten Öffentlichkeit zugänglich gemacht werden.

## Mögliche Anwendungen der Daten
- ermöglichen die nachhaltige Nutzung und Bewirtschaftung von Trinkwasserressourcen
- Grundlagendaten für die Forschung
- Bewertungs- und Bemessungsgrundlagefür Hochwasserschutzprojekte und -maßnahmen
- Bestimmung von Restwassermengen
- Entscheidungsgrundlage für die Entnahme von Wasser zur Bewässerung und für andere Zwecke
- Grundlage für die Regulierung von Gewässern
- fließen in Baugrunduntersuchungen ein.